# قوز (فیلم ۱۹۲۱)
قوز یک فیلم کمدی صامت آمریکایی محصول ۱۹۲۱ به کارگردانی جورج دی بیکر و با بازی گرت هیوز، اتل گراندین و جان استپلینگ است.

## بازیگران
- گرت هیوز در نقش جی پرستون هامفری
- اتل گراندین در نقش باربارا تورندایک
- جان استپلینگ در نقش جان سی. ثورندایک
- ادوارد فلانگان در نقش جورج تیلور
- هری لورین در نقش کلانتر هنری کلی گرین
- گیل هنری در نقش مینی استابز
- ویلیام اچ. براون در نقش هاجز